# کلینتون و نادین
کلینتون و نادین (انگلیسی: Clinton and Nadine) که با نام خون‌بها هم شناخته می‌شود یک تله‌فیلم آمریکایی است که در ۲۸ مه ۱۹۸۸ از شبکه اچ‌بی‌او پخش شد.

## بازیگران
- اندی گارسیا
- الن بارکین
- مورگان فریمن
- جان کریستوفر مک‌گینلی